# Kurt Wimmer
Kurt Wimmer (nacido en 1964) es un guionista, productor de cine y director de cine estadounidense. Asistió a la Universidad del Sur de la Florida y se graduó con un título de BFA en Historia del Arte. Luego se mudó a Los Ángeles, donde trabajó durante 12 años como guionista antes de hacer su primera película en 2002, Equilibrium. En numerosas entrevistas, cita a Equilibrium como su debut como director y primera película, en la que también tiene un papel especial como practicante del arte marcial ficticio Gun Kata; Sin embargo, su verdadero debut como director fue en 1995 la película de acción One Tough Bastard, protagonizada por Brian Bosworth y Bruce Payne.
Wimmer por años no ha dirigido una película desde Ultraviolet, ya que fue excluido de la fase de edición de la película y ha expresado su decepción por la forma en que se manejó. Después de varios años trabajando como guionista y productor, volvió a dirigir en 2020, con la remake de Children of the Corn.

## Filmografía
| Año  | Título                  | Acreditado como: | Acreditado como: | Acreditado como: | Notas                  |
| Año  | Título                  | Director         | Escritor         | Productor        | Notas                  |
| ---- | ----------------------- | ---------------- | ---------------- | ---------------- | ---------------------- |
| 1995 | One Tough Bastard       | Sí               | No               | No               |                        |
| 1998 | Sphere                  | No               | Historia         | No               |                        |
| 1999 | The Thomas Crown Affair | No               | Sí               | No               |                        |
| 2002 | Equilibrium             | Sí               | Sí               | No               | Cameo: víctima rebelde |
| 2003 | The Recruit             | No               | Sí               | No               |                        |
| 2006 | Ultraviolet             | Sí               | Sí               | No               | Cameo: Hemófago        |
| 2008 | Street Kings            | No               | Sí               | No               |                        |
| 2009 | Law Abiding Citizen     | No               | Sí               | Sí               |                        |
| 2010 | Salt                    | No               | Sí               | No               |                        |
| 2012 | Total Recall            | No               | Sí               | No               |                        |
| 2015 | Point Break             | No               | Sí               | Sí               |                        |
| 2020 | Children of the Corn    | Sí               | Sí               | Ejecutivo        |                        |
| 2020 | Spell                   | No               | Sí               | Sí               |                        |
| 2021 | The Misfits             | No               | Sí               | No               |                        |
| 2023 | Expend4bles             | No               | Sí               | No               |                        |
| 2024 | The Beekeeper           | No               | Sí               | Sí               |                        |